# Gremlins: The Adventure
Gremlins: The Adventure è un videogioco di avventura testuale basato sul film Gremlins, pubblicato nel 1985 per diversi home computer dalla Adventure Soft (allora chiamata Adventure International). Le versioni per Commodore 64, ZX Spectrum e Amstrad CPC sono dotate di illustrazioni grafiche realizzate da Teoman Irmak mentre le versioni per Commodore 16, BBC Micro e Acorn Electron sono esclusivamente testuali.

## Trama
L'avventura segue abbastanza fedelmente la trama del film, specialmente all'inizio. Si controlla il protagonista Billy, che porterà con sé anche il piccolo Gizmo. Si comincia di notte nella camera da letto di Billy, dopo che i gremlin hanno subìto la trasformazione e cominciato a infestare la città. L'obiettivo è sopravvivere ed eliminare tutti i gremlin, l'ultimo dei quali sarà il capo "Ciuffo Bianco", ucciso la mattina seguente dai raggi del sole.

## Modalità di gioco
Il gioco è una tipica avventura testuale che si svolge in oltre 40 ambienti, ciascuno con una propria immagine (nelle versioni con grafica), a volte con piccole animazioni, nella metà superiore dello schermo. Informazioni e comandi sono in inglese, ma esiste anche una versione ufficiale completamente in spagnolo.
C'è la possibilità di salvare la partita in corso.